# Pete Tong
Peter "Pete" Tong (ur. 30 lipca 1960 w Hartley) – angielski DJ i producent muzyczny, znany głównie z prowadzenia audycji Essential Mix oraz Essential Selection, na antenie BBC Radio 1.

## Życiorys
Kształcił się w Rochester. W wieku 15 lat zadebiutował jako DJ, grając na weselu. W 1997 został dziennikarzem czasopisma Blues & Soul. Na koncie ma występy w wielu klubach na całym świecie. Jest założycielem wytwórni FFRR Records.